# Colorado Springs
Colorado Springs är en stad i delstaten Colorado i USA. Staden har en yta av 482,1 km² och en befolkning, som uppgår till ca 370 000 invånare (2003).
Staden är belägen i den centrala delen av Colorado, cirka 110 kilometer söder om delstatshuvudstaden Denver vid foten av berget Pikes Peak som är 4 300 meter högt. Staden ligger på en höjd av 1 840 meter över havet vid Klippiga bergen.
I och kring Colorado Springs finns det många militära anläggningar. Strax söder om staden har USA:s rymdstyrka en ledningsplats i berget Cheyenne Mountain, som ursprungligen var en central för upptäckande och bevakning av eventuella inkommande sovjetiska ballistiska robotar. På den närliggande flygbasen Peterson Air Force Base har United States Northern Command, North American Aerospace Defense Command och Air Force Space Command sina respektive högkvarter. United States Air Force Academy, flygvapnets officershögskola, är beläget strax norr om staden och söder om staden finns armébasen Fort Carson.
En förort nära Colorado Springs var platsen där United Airlines Flight 585 havererade 1991.